# Sedliská
Sedliská es un municipio del distrito de Vranov nad Topľou en la región de Prešov, Eslovaquia, con una población estimada a final del año 2024 de 1537 habitantes.
Se encuentra ubicado en el centro-sur de la región, cerca del río Topľa (cuenca hidrográfica del río Tisza) y de la frontera con la región de Košice.

## Demografía
| Año        | 1994 | 2004    | 2014    | 2024     |
| ---------- | ---- | ------- | ------- | -------- |
| Población  | 1213 | 1286    | 1380    | 1537     |
| Diferencia |      | +6,01 % | +7,30 % | +11,37 % |

| Año        | 2023 | 2024    |
| ---------- | ---- | ------- |
| Población  | 1530 | 1537    |
| Diferencia |      | +0,45 % |